# Liste der Naturdenkmale in Beckingen
Die Liste der Naturdenkmale in Beckingen nennt die auf dem Gebiet der Gemeinde Beckingen im Landkreis Merzig-Wadern im Saarland gelegenen Naturdenkmale.

## Naturdenkmale
| Bild            | Bezeichnung                                   | Ort                                                     | Beschreibung                                                                                    | Art | Nr. |
| --------------- | --------------------------------------------- | ------------------------------------------------------- | ----------------------------------------------------------------------------------------------- | --- | --- |
| BW              | Grauer Stein (incl. Fläche bis südwestl. Weg) | Beckingen Düppenweiler 49° 24′ 17,2″ N, 6° 46′ 55,2″ O) | Quarz-Porphyr-Felsen südöstlich Düppenweiler, Nähe „Walderholungsgebiet“                        |     | 23  |
| BW              | 1 Linde                                       | Beckingen Haustadt 49° 24′ 32″ N, 6° 43′ 50,9″ O)       | 250 m östlich des Haustadter Friedhofes an der L 347                                            |     | 24  |
| BW              | Linde                                         | Beckingen Reimsbach 49° 26′ 31,3″ N, 6° 45′ 54,8″ O)    | an der Wendelinuskapelle an der Straße Reimsbach-Düppenweiler                                   |     | 25  |
| BW              | Edelkastanie                                  | Beckingen Honzrath 49° 25′ 44,3″ N, 6° 44′ 23,8″ O)     | links an der Straße Honzrath-Düppenweiler                                                       |     | 26  |
| BW              | Friedenseiche (im Kaisergärtchen)             | Beckingen Honzrath 49° 25′ 44,4″ N, 6° 44′ 9,9″ O)      | am Ausgang von Honzrath, links an der Straße nach Düppenweiler an der Abzweigung zum Sporthotel |     | 27  |
| Fotos hochladen | Buntsandsteinwand (ohne Aufwuchs)             | Beckingen 49° 22′ 54,8″ N, 6° 42′ 23,1″ O)              | Hangwall parallel zur Dillinger Straße                                                          |     | 28  |
| BW              | 4 Altbuchen                                   | Beckingen Düppenweiler 49° 24′ 23,6″ N, 6° 44′ 5,5″ O)  |                                                                                                 |     | 29  |
| BW              | Altbuche                                      | Beckingen Haustadt 49° 24′ 58,1″ N, 6° 44′ 8,5″ O)      | Nordwestrand der Abt. 21, unmittelbar am Weg                                                    |     | 30  |
| BW              | 3 Altbuchen                                   | Beckingen Reimsbach 49° 26′ 38,1″ N, 6° 46′ 58,5″ O)    | Westrand der Abt. 142 „Friedwald“ unmittelbar am Waldrandweg                                    |     | 31  |
| BW              | 6 Altbuchen                                   | Beckingen Reimsbach 49° 26′ 24″ N, 6° 47′ 3,5″ O)       | Südwestrand der Abt. 143 „Friedwald“ unmittelbar südlich des Hauptweges                         |     | 32  |
| BW              | Buche                                         | Beckingen Düppenweiler 49° 25′ 26,3″ N, 6° 47′ 11,2″ O) | „Friedwald“ links des Weges Friedwald-Nollenschlag an der Vogelgrätschlucht, Abt. 118           |     | 34  |

## Belege
1. ↑  
Verordnung über die Naturdenkmale im Landkreis Merzig-Wadern. Vom 1. Oktober 2004. (PDF; 61 kB) in Amtsblatt des Saarlandes vom 21. Oktober 2004. Die Landrätin des Landkreises Merzig-Wadern - Untere Naturschutzbehörde -, abgerufen am 29. Juni 2016.
2. ↑  Landesamt für Umwelt-
 und Arbeitsschutz:
 ND in Beckingen

- Karte mit allen Koordinaten:
- OSM |
- WikiMap